# Ochromima pallipes
Ochromima pallipes là một loài bọ cánh cứng trong họ Cerambycidae.